# براغا (ريو غراندي دو سول)
براغا (بالإنجليزية: Braga)‏ هي بلدية تقع في ولاية ريو غراندي دو سول بالبرازيل. اعتبارا من سنة 2020 قدر عدد سكانها بـ 3311 نسمة.
تقع البلدة على «خط عرض 27º36'50 جنوبًا وخط طول 53º44'22 غربًا»، وعلى ارتفاع 430 مترًا فوق مستوى سطح البحر. وتحتل مساحة 130.52 كيلومتر مربع.